# Conférence de Spa (12 mai 1918)
Vous lisez un « bon article » labellisé en 2017.  Il fait partie d'un « bon thème ».
Pour les articles homonymes, voir Conférence de Spa.
La conférence de Spa du 12 mai 1918 est une rencontre entre les représentants de l'Empire allemand et de son alliée l'Autriche-Hongrie, menée par Charles Ier, qui souhaite sortir de la Première Guerre mondiale. Au terme d'une conférence au cours de laquelle l'empereur allemand Guillaume II multiplie les humiliations à l'encontre de Charles Ier, les responsables austro-hongrois se voient imposer la tutelle du Reich dans sa politique intérieure et extérieure. Cette tutelle, camouflée derrière une égalité de façade entre les deux empires, revêt des dimensions politiques, économiques et militaires, l'Autriche-Hongrie restant l'alliée du Reich dans la Première Guerre mondiale. Au service d'un empire soumis à un strict contrôle allemand, les négociateurs austro-hongrois tentent, lors des négociations devant permettre l'entrée en vigueur des dispositions contenues dans les accords de mai, d'en modifier les termes. Enfin, les Alliés, rapidement informés des résultats de cette rencontre, modifient leur politique à l'égard de l'Autriche-Hongrie et commencent à soutenir activement les comités nationaux des minorités ethniques qui vivent sous la double monarchie austro-hongroise.

## Contexte

### Épuisement austro-hongrois
Au début de l'année 1918, l'Autriche-Hongrie, épuisée, est lasse du conflit et aspire à en sortir, aussi bien les populations que les dirigeants.
En effet, les pénuries alimentaires frappent l'ensemble de la population autrichienne, les difficultés d'approvisionnement étant de plus en plus affirmées au fil de la guerre. Par exemple, Vienne affronte au printemps 1918 une situation de pré-famine, tandis que la faim est visible sur les nourrissons ; en Janvier 1918, juste avant des grèves de grande ampleur, la ration quotidienne de pain est diminuée, passant de 200 à 165 grammes. L'armée n'est pas non plus épargnée par ces restrictions : au début de l'année, le poids moyen des soldats du front dépasse rarement 50 kilogrammes. Les responsables austro-hongrois chargés du ravitaillement en sont alors réduits aux pires expédients : ils détournent par exemple des convois de ravitaillement destinés à la population allemande mais qui transitent par le réseau ferré et fluvial de la double monarchie,,,,.
Conséquence de ces pénuries, les aspirations à la paix se font de plus en plus pressantes, notamment après la révolution d'Octobre. Ainsi, en janvier 1918, la double monarchie connaît une vague de grèves sans précédent dont le caractère révolutionnaire effraie d'abord le régime, puis les sociaux-démocrates dépassés par l'ampleur du mouvement et les revendications des grévistes,.
Enfin, l'armée, affaiblie par les privations, connaît un processus de dislocation avancée : les désertions et les mutineries se multiplient, les refus de monter en ligne sont monnaie courante. On compte en effet 250 000 soldats en rupture de ban dans la monarchie au début de l'année 1918, tandis que les soldats rapatriés des camps de prisonniers de Russie, en vertu des accords de paix de Brest-Litovsk, se montrent rétifs à toute annonce de montée en ligne.

### L'affaire Sixte

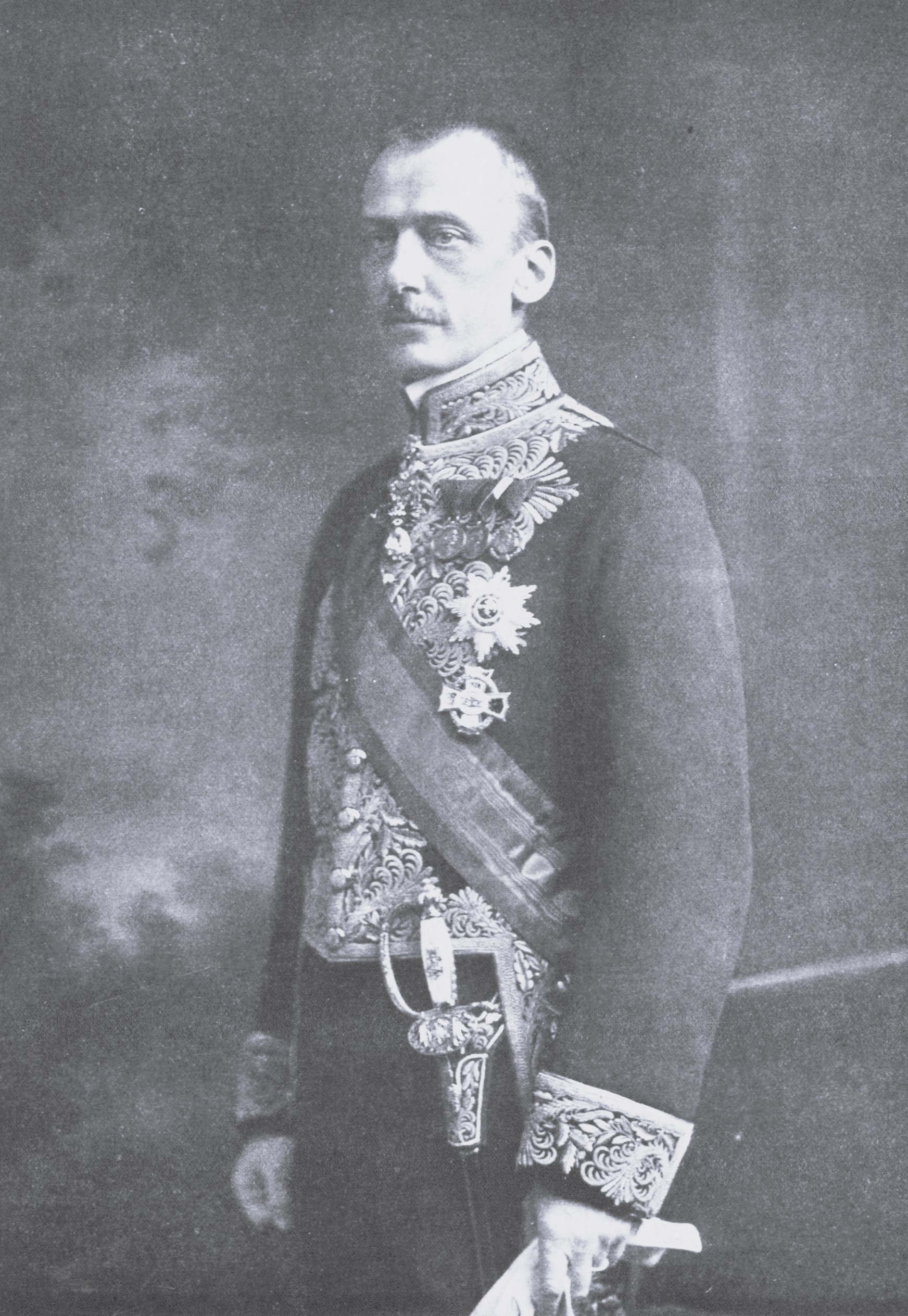
Ottokar Czernin, ici en 1918, ministre austro-hongrois des affaires étrangères, est un acteur de premier plan de la divulgation de l'existence de pourparlers entre la double monarchie et les Alliés.

Souhaitant mettre un terme au conflit, les responsables austro-hongrois multiplient les tentatives de négociations depuis le début du règne de Charles Ier, à la fin de l'année 1916. Cependant, les déclarations du ministre austro-hongrois des Affaires étrangères, Ottokar Czernin, rendent vaines ces recherches d'interlocuteurs : lors de la séance du conseil municipal de Vienne, la capitale autrichienne, le 2 avril 1918, le ministre érige la poursuite du conflit en gage de la fidélité de la double monarchie à l'alliance avec le Reich et révèle la tenue des discussions secrètes avec la France du printemps 1917.
Au terme d'échanges difficiles qui s'étalent sur une dizaine de jours, Georges Clemenceau rend public, par le biais de la presse française, la lettre autographe de 1917 adressée par Charles Ier à Sixte de Bourbon-Parme. Cette publication, le 12 avril 1918, oblige l'empereur-roi Charles à adresser, le jour même, une missive à Guillaume II l'assurant de la fidélité de la double monarchie à l'alliance allemande,,.
De plus, la publication de cette missive pousse alors les archiducs, ses cousins, à le désavouer publiquement, tandis que ce désaveu, ajouté à la pression des Allemands d'Autriche et du Reich, lui font redouter d'être contraint d'abdiquer.
Au terme des remous provoqués par cette affaire, l'empereur Charles sort diminué de cette crise intérieure et extérieure : une partie de l'armée se sent trahie par la diplomatie personnelle du monarque, une partie de l'opinion allemande, encouragée par la presse germanophone financée par le Reich, s'interroge sur la place des Allemands d'Autriche au sein de la double monarchie.

### Paix victorieuses à l'Est

La Roumanie selon les frontières issues du traité de Bucarest.

Depuis le déclenchement de la révolution russe, le front de l'Est ne constitue plus une source de menaces pour les puissances centrales.
En effet, l'armée russe, soumise à la propagande pacifiste des puissances centrales, voit ses effectifs fondre sous l'effet d'un mouvement de désertions de très grande ampleur ; de ce fait, le gouvernement provisoire de Petrograd n'est plus en mesure de mener une action efficace face aux armées des puissances centrales depuis la fin de l'été 1917, l'arrivée au pouvoir des Bolcheviks en novembre 1917 ruinant définitivement tout nouveau projet offensif. De plus, le nouveau gouvernement constitué sous l'égide de Lénine se rapproche rapidement des puissances centrales en vue du rétablissement de la paix, puis signe, le 15 décembre 1917, un armistice de deux mois avec les puissances centrales. Le 15 février 1918, date de la fin de la suspension d'armes, les négociateurs allemands et russes, réunis à Brest-Litovsk depuis le début du mois de décembre 1917, ne sont toujours pas parvenus à un accord définitif. Face à des troupes russes débandées, l'Empire allemand et l'Autriche-Hongrie reprennent les opérations, qualifiées par Max Hoffmann de « promenade en train et en auto ». Le 3 mars 1918, les conditions de paix, imposées par les négociateurs des puissances centrales, sont acceptées par les bolcheviks, dont le pouvoir est alors directement menacé par l'avance allemande,,,,.
Une fois la paix signée entre la Russie et le Reich, la Roumanie est alors obligée d'accepter les conditions de paix imposées par le Reich et ses alliés ; le royaume de Bucarest est obligé de céder des portions de son territoire, au profit de la double monarchie et de la Bulgarie ; ces cessions de territoires sont négociées et actées par les préliminaires de paix, puis officialisées dans le traité de Bucarest du 7 mai 1918.

## Participants

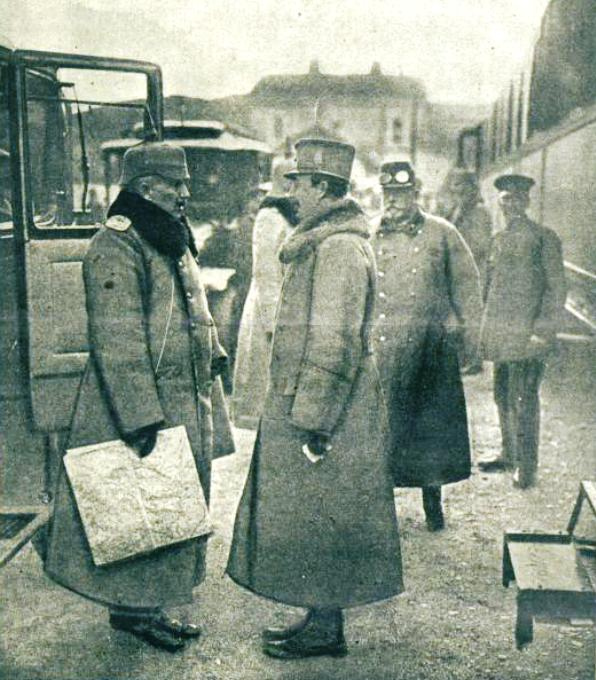
Rencontre entre Guillaume II et Charles Ier en 1918.

Menées par leur monarque respectif, Guillaume II et Charles Ier, les délégations allemande et austro-hongroise se retrouvent à Spa, siège de l'OHL, le commandement suprême de l'armée allemande, le 12 mai 1918. Les deux monarques se rencontrent à cette occasion dans un climat de défiance, le Hohenzollern souhaitant faire parcourir au Habsbourg un véritable « chemin de Canossa » et obtenir l'allégeance du Habsbourg, explicitement réduit au rang de « vassal »,,.

### Représentants allemands
Lors de cette conférence est présente une délégation allemande importante, destinée à faire céder les deux principaux représentants austro-hongrois. Sont ainsi présents l'empereur Guillaume II, son chancelier Georg von Hertling, son secrétaire d'État Richard von Kühlmann, Siegfried von Rödern, ministre du Reich chargé des Finances, ainsi que les Dioscures Paul von Hindenburg et Erich Ludendorff.

### Représentants austro-hongrois
L'empereur-roi Charles Ier  est accompagné de son nouveau ministre des Affaires étrangères, Stephan Burián von Rajecz et de leurs conseillers les plus proches. La délégation est clairement placée en situation d'infériorité, face à des représentants allemands qui ont minutieusement préparé la rencontre,.

## Ambitions allemandes, réserves austro-hongroises
Après les révélations des tentatives de diplomatie parallèle de l'empereur Charles, le gouvernement du Reich, appuyé par l'empereur Guillaume II, entend obtenir le maximum de concessions politiques et économiques de la part de la double monarchie épuisée par près de quatre années de guerre.

### LeReichen position de force
La conférence est préparée avec soin par les diplomates allemands, conscients des moyens dont dispose le Reich face à la double monarchie épuisée par le conflit.
En effet, les négociateurs allemands exploitent au mieux la diplomatie maladroite de l'empereur Charles. Ainsi, les derniers courriers entre l'empereur d'Autriche et les frères de l'impératrice en possession des Allemands sont publiés, ruinant définitivement le crédit austro-hongrois auprès des représentants du Reich,.
Ainsi, Charles Ier, appuyé par ses conseillers les plus proches, suggère la tenue d'une conférence réunissant des représentants des deux principaux membres des puissances centrales, afin de clarifier les positions de la double monarchie à l'égard du Reich ; cette proposition est acceptée avec empressement par les diplomates allemands,.
Face à une double monarchie affaiblie politiquement, les appétits allemands s'aiguisent et, dans les jours précédant la rencontre entre les deux monarques, les responsables politiques, économiques et militaires du Reich affinent les projets visant à parachever le processus de satellisation de la double monarchie. Ainsi, dans les jours qui suivent la demande de rencontre entre les deux empereurs, et dans le contexte de la signature du traité de paix avec la Roumanie, les diplomates allemands préparent les accords de principe entre les deux souverains, prélude à des négociations détaillées,.

### La Pologne sous contrôle allemand

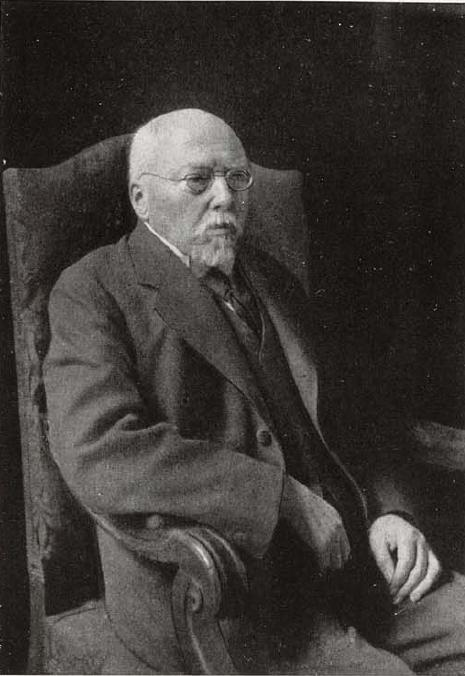
Georg von Hertling, alors chancelier du Reich, se montre partisan du maintien d'une certaine influence austro-hongroise en Pologne.

La dévolution définitive de la Pologne constitue le premier obstacle à l'accord entre les deux puissances.
Les négociateurs allemands se montrent partisans de régler les différends austro-allemands en Pologne en faveur du Reich ; cependant, au terme d'âpres négociations, Stephan Burián von Rajecz, le ministre austro-hongrois des Affaires étrangères, parvient à faire dépendre la validité des traités signés entre le Reich et la double monarchie à la prise en compte des intérêts austro-hongrois dans le règlement de la question austro-polonaise.
Cependant, en dépit de la politique austro-hongroise, il apparaît que le royaume de Pologne doit être contrôlé par le Reich. Toutefois la nature de ce contrôle divise les responsables allemands ; ainsi, le chancelier, Georg von Hertling, juge adroit de maintenir une influence austro-hongroise en Pologne, tandis que les militaires et certains diplomates souhaitent se débarrasser de façon définitive de l'influence austro-hongroise dans cette région. Cette attitude, laisser à la double monarchie des satisfactions de principe, se trouve à la base de divergences entre négociateurs allemands ; le secrétaire d'État allemand à l'Économie souhaite totalement évincer la double monarchie de Pologne, tandis que le chancelier, Georg von Hertling, se montre partisan de la « solution de la candidature »,.
Rapidement, devant les divergences entre négociateurs allemands, ceux-ci conditionnent la conclusion d'un accord entre le Reich et la double monarchie à un accord entre les deux monarchies relatif au partage de la Pologne.

### Union économique, politique et militaire germano-austro-hongroise
Ainsi, les négociateurs allemands souhaitent la réalisation d'un projet d'union politique et économique entre le Reich et la double monarchie ; cependant, au sein même des négociateurs allemands, des divergences apparaissent sur les modalités de cette union entre les deux monarchies.
Une convention militaire offensive et défensive, valable pendant les douze années suivant la fin de la guerre est signée.
En dépit des objections austro-hongroises, l'accord austro-allemand insiste sur la nécessité d'approfondir l'union économique entre les deux empires.

## Vassalisation de la double monarchie
Au terme de cette rencontre, le traité d'alliance austro-allemand rend possible l'intégration dans le Reich de la double monarchie, facilitant son absorption, sur le modèle des traités intégrant la Bavière dans le Reich bismarckien. L'officialisation et la pérennisation de cette alliance rendent ainsi certains hommes d'État austro-hongrois pessimistes sur le maintien de l'indépendance de la double monarchie, aussi bien en cas de victoire que de défaite du Reich et de ses alliés,.

### Le«cours allemand»
Les conclusions de la conférence ne sont pas rendues publiques. Néanmoins, l'accord imposé par le Reich se matérialise dans la politique de la double monarchie et le rend visible, d'une certaine manière, aux populations de l'empire d'Autriche.
Les prises de positions des principaux responsables de la double monarchie constituent, jusqu'en septembre 1918, autant de manifestations du renforcement de l'alliance entre le Reich et la double monarchie. Ainsi, dès la fin du mois de mai, l'empereur d'Autriche rappelle le rôle du Reich dans la survie de la double monarchie, exaltant la fraternité d'armes germano-austro-hongroise.
De même, rapidement, les contentieux linguistiques entre Allemands et Tchèques en Bohême sont résolus au bénéfice des Allemands : conformément aux revendications exposées par leurs représentants au Reichsrat impérial, la Bohème est partagée en cercles tchèques et cercles allemands, entraînant non seulement la fureur des représentants tchèques, mais aussi la désapprobation de l'ensemble des Slaves de la double monarchie.
Enfin, la conférence change la nature de la guerre pour la double monarchie ; comme le résume un diplomate allemand, la double monarchie se trouve face à une alternative qu'elle n'est pas en mesure de résoudre seule : « L’Autriche survivra en cas de victoire de l’Allemagne. Si elle est vaincue, ce sera la fin : Finis Austriae ».

### Une alliance politique et militaire
Au terme de cette conférence, la double monarchie est liée au Reich par une alliance étroite, valable pour une durée de vingt ans ; dans les faits, cette alliance transforme la double monarchie en vassal du Reich et constitue l'aboutissement de la politique du Reich en Autriche-Hongrie,,,.
Cette alliance possède des volets politiques importants. Ainsi, la diplomatie de la double monarchie est étroitement contrôlée par les diplomates du Reich, l'empereur-roi ne disposant plus de l'initiative dans ce domaine, transférée de fait aux dirigeants du Reich,.
L'accord mentionne également une convention militaire, liant la double monarchie au Reich. Elle constitue en réalité, malgré le terme officiel de Waffenbund ou « union des armes », une manifestation de la sujétion militaire de la double monarchie au Reich, sanctionnant plusieurs années de participation des armées allemandes aux campagnes victorieuses menées conjointement avec les troupes austro-hongroises. Cette sujétion se matérialise également par la planification de l'envoi sur le front de l'Ouest d'un contingent austro-hongrois de 20 000 soldats, appuyés par de multiples batteries de campagne. Pour permettre leur intégration rapide sur le front, sont mises en place des procédures visant à rapprocher progressivement les procédures de l'armée austro-hongroise de celles utilisées par l'armée allemande déployée sur le front occidental,,.

### Mise en place d'une zone douanière unique
À côté de cette alliance politique et militaire, l'accord ratifié à Spa par les deux empereurs comporte un volet économique important, notamment les dispositions d'un traité d'union douanière complète entre les deux empires. Cependant, ce traité apparaît alors comme une coquille vide, les négociateurs allemands ayant souhaité la mise en œuvre d'une union douanière plus ou moins complète, tandis que les Austro-Hongrois se montrent partisans de la mise en place progressive d'un « espace économique unitaire »,.
L'accord entre les deux monarchies, s'il acte les divergences entre le Reich et la double monarchie, mentionne néanmoins l'idée que cette union douanière doit être finalisée avant la fin du conflit.

### Les négociations de Salzbourg

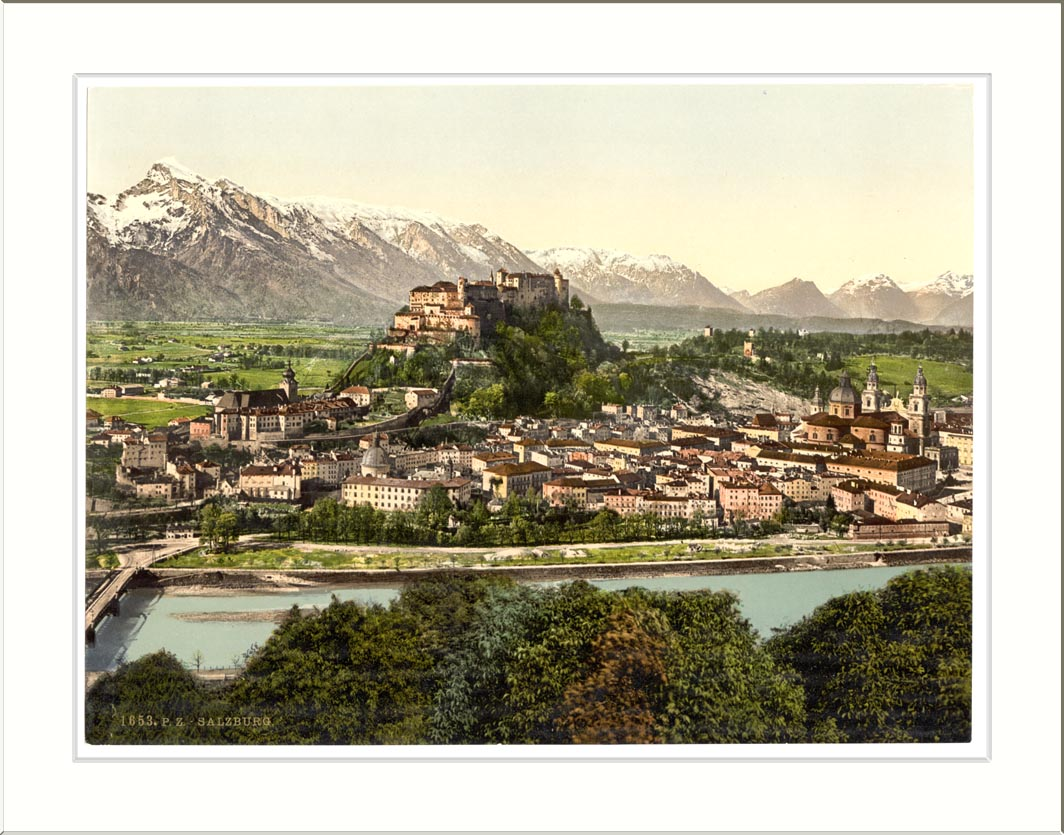
Les négociations visant à faire rentrer l'accord du 12 mai 1918- dans les faits se tiennent à Salzbourg, alors à proximité de la frontière entre le Reich et la double monarchie.

Une fois l'accord de principe acté entre les deux empereurs, des négociations s'engagent entre les représentants du Reich et de la double monarchie, afin de fixer le détail des accords paraphés par les empereurs et leurs proches conseillers. Au cours de ces négociations, censées fixer les modalités de l'entrée en application de l'accord, les avancées obtenues par le Reich sont sans cesse remises en cause par les négociateurs austro-hongrois,.
Ces négociations, ouvertes à Salzbourg le 9 juillet 1918, sont suspendues sine die le 19 octobre 1918, par une décision austro-hongroise unilatérale,.
Les diplomates de la double monarchie parviennent ainsi à vider l'accord du 12 mai de son contenu. Des divergences, aussi bien au sein de chaque délégation qu'entre les délégations allemande et austro-hongroise, font échouer les pourparlers. Ainsi, les négociateurs austro-hongrois multiplient les objections et parviennent à limiter la durée de l'alliance douanière à cinq ans renouvelables. Les négociateurs austro-hongrois utilisent aussi les clauses qui conditionnent l'accord à l'acceptation de la solution austro-polonaise, et demeurent fidèles à leur consigne de négocier des clauses commerciales préférentielles entre le Reich et l'Autriche-Hongrie, ce que les Allemands souhaitent éviter à tout prix. Ainsi, la traduction pratique des accords de Spa dans le domaine économique se trouve rapidement vidée de son sens par l'opiniâtreté des négociateurs de la double monarchie,,.
De plus, face aux différents groupes de pression, industriels, banquiers, militaires et ministres, autant d'acteurs de la politique extérieure du Reich, les négociateurs allemands actent les divergences entre les buts politiques allemands et leurs enjeux économiques, les responsables des principales banques du Reich rappelant la faiblesse de la couronne austro-hongroise face au Reichsmark. Les administrations financières du Reich et de la Prusse, par la voie de leurs plus hauts responsables, s'opposent ainsi à la poursuite des échanges avec leurs homologues austro-hongrois, les Allemands n'étant déjà pas parvenus à un accord entre eux,.

### Réactions alliées

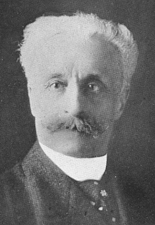
Le sénateur Charles Debierre constate, et regrette, le renforcement des liens entre le de et la double monarchie.

Rapidement, les Alliés sont informés de l'issue de cette rencontre. Certains, notamment les conseillers du président Wilson, regrettent ce dénouement, mais en tirent les conséquences. De plus, ayant lié son sort à celui du Reich, la double monarchie, alors à l'agonie, s'affirme aux yeux des Alliés comme le principal partenaire de l'Empire allemand dans un contexte où l'Autriche-Hongrie apparaît affaiblie, politiquement, militairement et économiquement face au Reich, principal animateur de la Quadruplice.
Conscients de l'impossibilité de tenter de dissocier la double monarchie du Reich à la suite de cet accord, les responsables alliés ne défendent plus l'existence de la double monarchie, certes promise à des concessions intérieures et des pertes territoriales ; en effet, ils soutiennent, à partir de ce moment, les mouvements favorables à la dissolution de la monarchie danubienne, notamment les conseils nationaux en cours de formation : ils reconnaissent ainsi le 29 juin le conseil national tchécoslovaque, présidé par Edvard Beneš,.
Jusqu'alors, les responsables alliés avaient souhaité, par des négociations séparées plus ou moins directes, rompre l'alliance liant les deux empires, mais les accords de Spa remettent en cause cette orientation. Ainsi, à partir de ce moment, le démembrement de la double monarchie et sa disparition deviennent des buts de guerre des Alliés : ceux-ci encouragent dès lors la mise en place de comités nationaux, afin de miner davantage encore la double monarchie et son armée, exsangues après quatre années de guerre. Ainsi, Georges Clemenceau appelle les parlementaires français à afficher leur soutien aux représentants des nationalités présents dans les pays de l'Entente, tandis que Woodrow Wilson fait savoir le 18 mai 1918 qu'il n'accorde plus le moindre crédit aux offres de paix de la double monarchie. Parallèlement à ces déclarations émanant des chefs d'État ou de gouvernement, certains parlementaires, notamment le sénateur français Charles Debierre, exposent leurs réserves quant au rapprochement germano-austro-hongrois,,,.